# Serra d'en Jordà
La Serra d'en Jordà és una serra situada al municipi de Pont de Molins a la comarca de l'Alt Empordà, amb una elevació màxima de 156 metres.